# Barbara Wagner (łyżwiarka figurowa)
Barbara Aileen Wagner, po mężu Grogan, następnie Hofman (ur. 5 maja 1938 w Toronto) – kanadyjska łyżwiarka figurowa, startująca w parach sportowych z Robertem Paulem. Mistrzyni olimpijska ze Squaw Valley (1960) i uczestniczka igrzysk olimpijskich w Cortinie d’Ampezzo (1956), 4-krotna mistrzyni świata (1957–1960), dwukrotna mistrzyni Ameryki Północnej (1957, 1959) oraz 5-krotna mistrzyni Kanady (1956–1960).
Po zakończeniu kariery amatorskiej w 1960 występowała z Paulem w rewii łyżwiarskiej Ice Capades do 1964 roku, a następnie została trenerką łyżwiarstwa w klubie Cooler, w Alpharetta.
Jej pierwszym mężem był amerykański łyżwiarz figurowy, solista James Grogan, medalista olimpijski 1952 z Oslo. Ma syna.

## Osiągnięcia
Z Robertem Paulem
| Zawody                        | 1953           | 1954           | 1955           | 1956           | 1957           | 1958           | 1959           | 1960           |                |                |                |                |                |                |                |                |                |
| Międzynarodowe                | Międzynarodowe | Międzynarodowe | Międzynarodowe | Międzynarodowe | Międzynarodowe | Międzynarodowe | Międzynarodowe | Międzynarodowe | Międzynarodowe | Międzynarodowe | Międzynarodowe | Międzynarodowe | Międzynarodowe | Międzynarodowe | Międzynarodowe | Międzynarodowe | Międzynarodowe |
| ----------------------------- | -------------- | -------------- | -------------- | -------------- | -------------- | -------------- | -------------- | -------------- | -------------- | -------------- | -------------- | -------------- | -------------- | -------------- | -------------- | -------------- | -------------- |
| Igrzyska olimpijskie          |                |                |                | 6              |                |                |                | 1              |                |                |                |                |                |                |                |                |                |
| Mistrzostwa świata            |                |                | 5              | 5              | 1              | 1              | 1              | 1              |                |                |                |                |                |                |                |                |                |
| Mistrzostwa Ameryki Północnej |                |                | 3              |                | 1              |                | 1              |                |                |                |                |                |                |                |                |                |                |
| Krajowe                       |                |                |                |                |                |                |                |                |                |                |                |                |                |                |                |                |                |
| Mistrzostwa Kanady            | 2 J            | 1 J            | 2              | 1              | 1              | 1              | 1              | 1              |                |                |                |                |                |                |                |                |                |

## Nagrody i odznaczenia
- Kanadyjska Galeria Sławy Łyżwiarstwa Figurowego – 1994[3]
- Światowa Galeria Sławy Łyżwiarstwa Figurowego – 1980[7]
- Lou Marsh Trophy – 1959[3]
- Kanadyjska Galeria Sławy Sportu – 1957[3]